# Dubrava (ort)
Dubrava är en ort i Kroatien.   Den ligger i länet Dubrovnik-Neretvas län, i den sydöstra delen av landet, 300 km söder om huvudstaden Zagreb. Dubrava ligger 157 meter över havet och antalet invånare är 145.
Terrängen runt Dubrava är lite kuperad. Havet är nära Dubrava åt sydväst. Runt Dubrava är det ganska glesbefolkat, med 22 invånare per kvadratkilometer. Närmaste större samhälle är Blato, 14,0 km söder om Dubrava. I omgivningarna runt Dubrava växer i huvudsak blandskog.